# Louis Dunki
Louis Dunki, né le 5 mai 1856 à Genève où il est mort le 12 octobre 1915, est un artiste peintre et illustrateur suisse

## Biographie

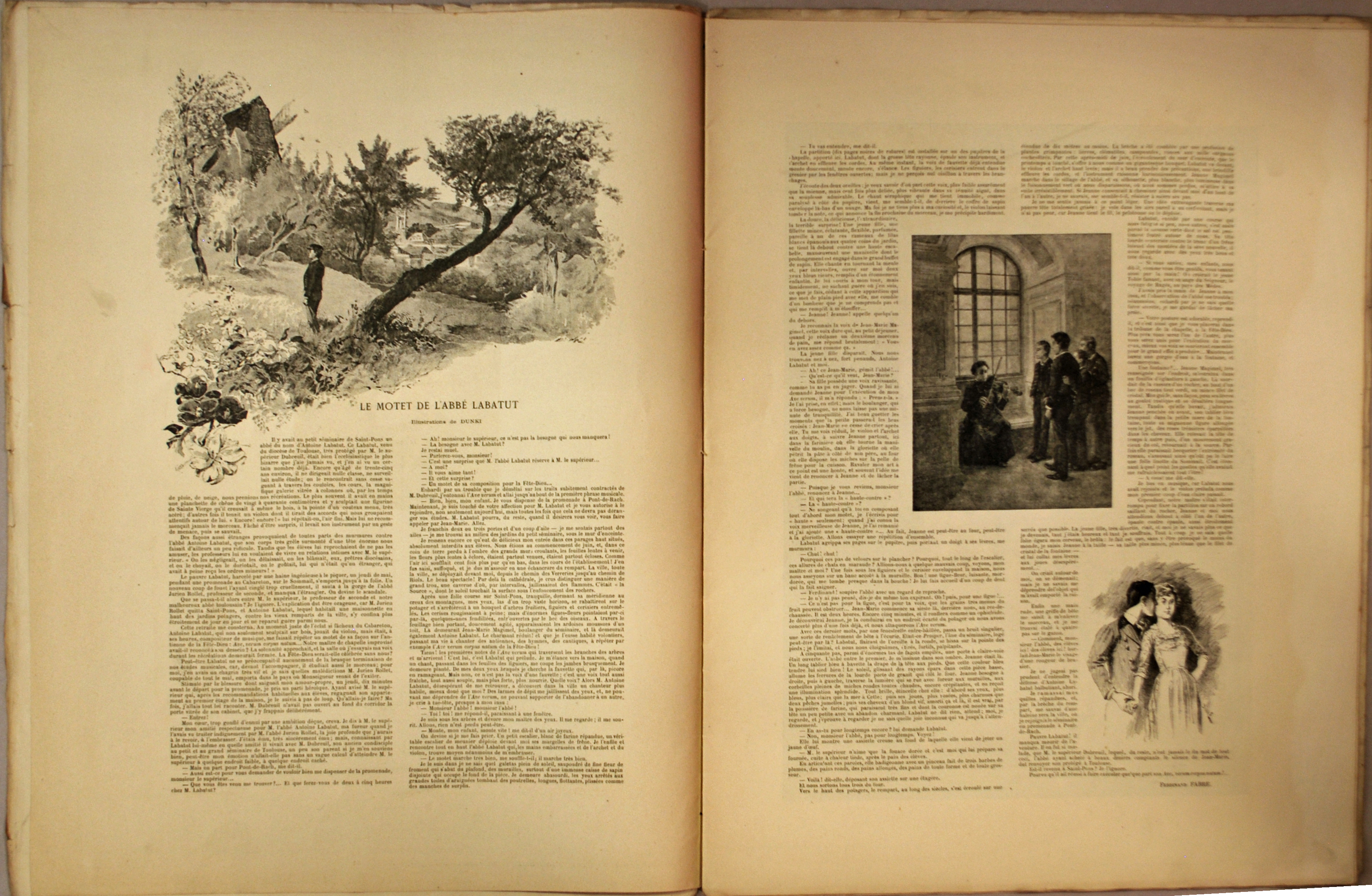
« Le motet de l'abbé Labatut », par Ferdinand Fabre, paru dans Paris-Noël (1890-1891).

Affiche pour une entreprise genevoise (1905)

Il accomplit ses études auprès de Barthélemy Menn (1815-1893) à l'École des Beaux-Arts de Genève. Il se perfectionne ensuite auprès d'Ernest Mayor puis de Gustave Roux pour l'illustration. Le fondateur de la Libre pensée suisse, Charles Fulpius (1849-1916), lui confie, alors qu'il n’est âgé que de dix-huit ans les illustrations de la Chanson de L'Escalade : Ah ! La Belle Escalade chantée sur l’air de la Carmagnole sous forme d’une image d'Épinal.
Après un passage à Zurich, il s'installe à Paris en 1878.
Il assiste le peintre Édouard Castres dans son tableau monumental l’entrée de Bourbaki en Suisse avant de collaborer avec de nombreuses revues dont Paris illustré et Paris-Noël. Il entretient également des relations étroites avec l'éditeur Édouard Pelletan qui lui confie l'illustration de nombreux livres.
Il dessine également des affiches pour la Société Suisse d'Affiches artistique (Genève) 
En 1897, la revue des graveurs L’Image lui demande d’illustrer Un amateur d'âmes de Maurice Barrès. En avril  1902, sont exposées au Palais Eynard ses maquettes du Cortège de l’Escalade.

## Œuvres
- Auguste Bachelin : Jean-Louis, avec 25 planches hors texte par L. Dunki, Neuchâtel, Attinger frères, [1881].
- L'Arétin : Vingt Eaux-Fortes pour illustrer les Ragionamenti ou dialogues du divin Pietro Arétino, dessinées par L. Dunki, gravées par A. Prunaire, Paris, éd. Isidore Liseux, 1882.
- Hégésippe Moreau : Petits Contes à ma sœur, 65 illustrations gravées par Clément-Édouard Bellenger, Paris, Éditions d'art Édouard Pelletan, 1896
- Alfred de Vigny : Servitude et grandeur militaires, tome I et II (84 et 51 illustrations gravées par C. Bellenger), Paris, Édouard Pelletan, 1897-98
- Maurice Barrès : Un amateur d'âmes, illustrations de Dunki gravées sur bois par Andrin - C. Bellenger - J. Beltrand - Tony Beltrand - Charpentier - Dauvergne - G. Dupré - Froment - Jaugeon - Joubard - Leyat - Mathieu - Martin - Noel - Outwaithe - Perrichon - Smachtens - Van de But - Vibert et Viejo, publié par les soins de la Société des graveurs sur bois « L'Image », Paris, E. Fasquelle, 1899.
- Albert Gobat : Histoire de la Suisse racontée à son peuple, illustrations de E. Stuckelberg, A. Anker, P. Robert, L. Dunki, J. Morax, Neuchâtel, Librairie-Éditions F. Zahn, 1899.
- V. Barbier : « Aix-les-Bains et ses environs », dans L'Europe illustrée no 56-57, Zurich, Orell Füssli & Cie éditeur, s.d. [vers 1885/90].
- Honoré de Balzac : La Maison du chat qui pelote, illustrations gravées sur bois par Maurice Baud, L. Conquet, 1899.
- John Peter : Petites Chroniques genevoises. Dix récits de l'histoire de Genève 1525-1605, avec 30 illustrations gravées par Maurice Baud, éd. J. Julien, 1900.